# Torrent de Can Xercavins
El torrent de Can Xercavins és un curs d'aigua del terme de Rubí que neix a la serra de Can Carreres. Creua la uranització de Can Pere i poc després rep les aigües del torrent de Can Solà. Desemboca a la riba dreta de la riera de Rubí.